# Numeri nella mitologia norrena
Nella mitologia norrena e nel paganesimo, i numeri tre e nove hanno un proprio significato allegorico. Entrambi compaiono in tutte le attestazioni recuperate del paganesimo norreno, sia nella mitologia che nella cultura.
Mentre il numero tre appare significativo in diverse culture, nella mitologia nordica sembra porre un'enfasi particolare con il numero nove. Insieme al numero 27, entrambi sono presenti nel calendario lunare germanico.